# 대한민국 민법 제936조
대한민국 민법 제936조는 성년후견인의 선임에 대한 민법 친족법 조문이다. 본 조는 2011년 3월 7일 법률 제10429호로 일부 개정되었으며, 2013년 7월 1일부터 시행되었다.

## 조문
제936조(성년후견인의 선임)
1. 제929조에 따른 성년후견인은 가정법원이 직권으로 선임한다.
2. 가정법원은 성년후견인이 사망, 결격, 그 밖의 사유로 없게 된 경우에도 직권으로 또는 피성년후견인, 친족, 이해관계인, 검사, 지방자치단체의 장의 청구에 의하여 성년후견인을 선임한다.
3. 가정법원은 성년후견인이 선임된 경우에도 필요하다고 인정하면 직권으로 또는 제2항의 청구권자나 성년후견인의 청구에 의하여 추가로 성년후견인을 선임할 수 있다.
4. 가정법원이 성년후견인을 선임할 때에는 피성년후견인의 의사를 존중하여야 하며, 그 밖에 피성년후견인의 건강, 생활관계, 재산상황, 성년후견인이 될 사람의 직업과 경험, 피성년후견인과의 이해관계의 유무(법인이 성년후견인이 될 때에는 사업의 종류와 내용, 법인이나 그 대표자와 피성년후견인 사이의 이해관계의 유무를 말한다) 등의 사정도 고려하여야 한다.

## 같이 보기
- 후견인
- 가정법원
- 대한민국 민법 제929조